# Fédon
Fédon (ou Fedão; em grego: Φαίδων, transl. Phaídon) é um dos grandes diálogos de Platão de seu período médio, juntamente com a A República e O Banquete. Fédon, que retrata a morte de Sócrates, também é o quarto e último diálogo de Platão a detalhar os últimos dias do filósofo depois das obras Eutífron, Apologia de Sócrates e Críton. O tema da obra Fédon é considerado ser a imortalidade da alma.
O Fédon foi traduzido pela primeira vez do grego para o latim por Henry Aristippus em 1155.

## Sumário

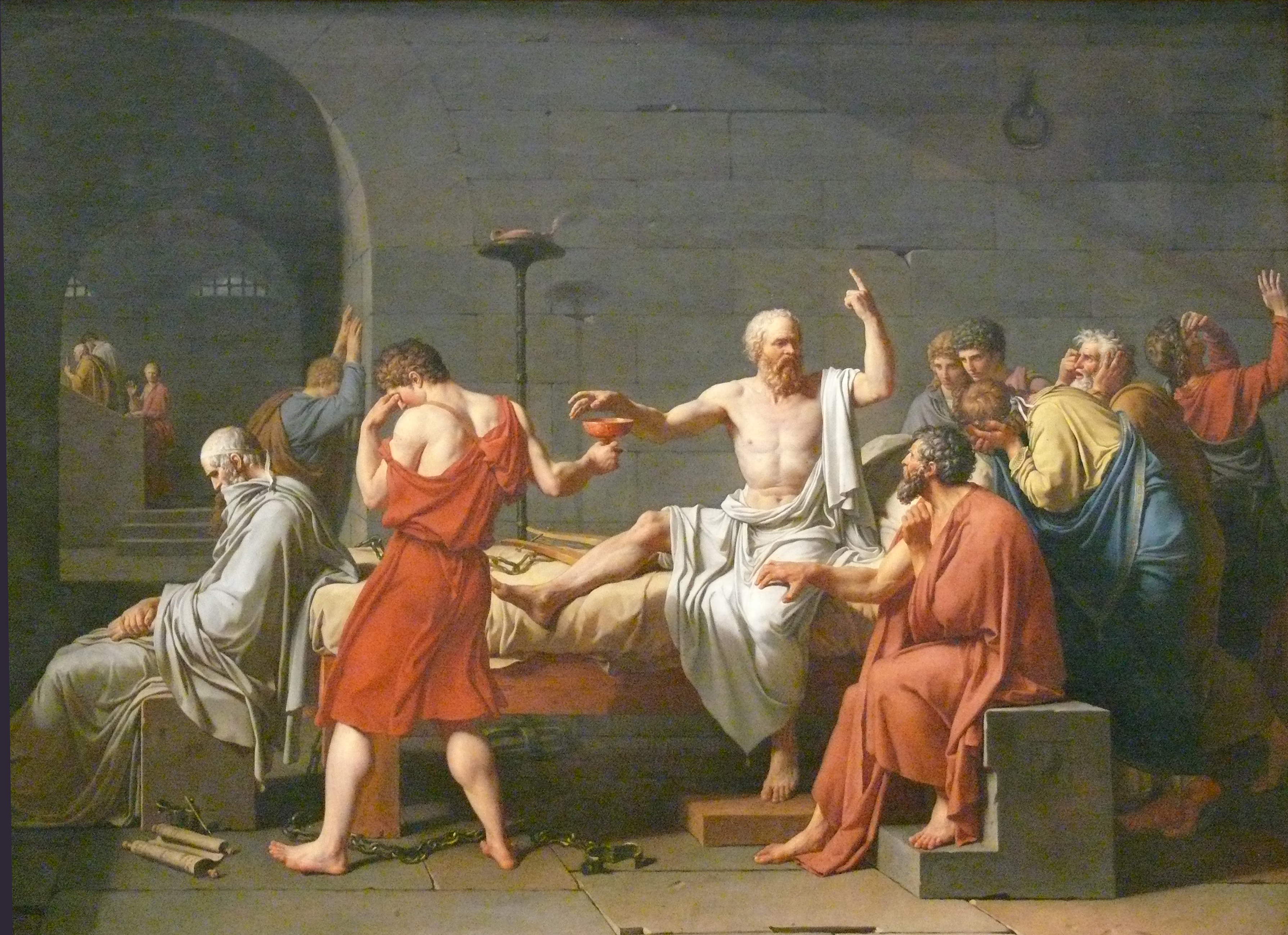
A morte de Sócrates, de Jacques-Louis David, Museu Metropolitano de Arte, Nova Iorque.

Equécrates pede notícias a Fédon sobre os últimos dias de Sócrates. Fédon explica que um atraso ocorreu entre o julgamento e a morte, e descreve a cena em uma prisão em Atenas no final do dia, nomeando os presentes. Ele conta como visitou Sócrates no início da manhã com os outros. A esposa de Sócrates, Xantipe, estava lá, mas estava muito angustiada e Sócrates pediu que ela se recolhesse. Sócrates relata  que por causa de um sonho recorrente ele fora ordenado a "fazer e cultivar a música", então escreveu um hino e, em seguida, começa a escrever poesias com base em fábulas de Esopo.
Neste  diálogo, Sócrates discute a natureza da vida após a morte em seu último dia antes de ser executado bebendo cicuta. Sócrates foi preso e condenado à morte por um júri ateniense por não acreditar nos deuses do Estado e de supostamente corromper a juventude da cidade. O diálogo é contado a partir da perspectiva de um dos alunos de Sócrates, Fédon de Élis. Tendo estado presente no leito de morte de Sócrates, Fédon relata o diálogo desde aquele dia para Equécrates, um filósofo de Pitágoras. Ao envolver-se na dialética com um grupo de amigos de Sócrates, incluindo os tebanos Cebes e Símias, Sócrates explora vários argumentos a favor da imortalidade da alma, a fim de mostrar que existe vida após a morte e que a alma vai existir depois dela. Fédon conta que, após a discussão, ele e os outros ficaram lá para testemunhar a morte de Sócrates.
Na ocasião de sua morte, segundo Fédon, estavam Apolodoro, Critobulo e seu pai, Hermógenes, Epígenes, Ésquines, Antístenes, Ctesipo de Peânia, Menexeno, Símias o Tebano, Cebes, Fedondes, Euclides e Terpsião, além de outros. Segundo Fédon, Platão se encontrava doente.
O mais importante a se lembrar, antes de iniciar a leitura do diálogo, é que este é um diálogo que não pertence à "fase socrática" de Platão, (divisão utilizada por alguns Filósofos). Sendo assim, ele estaria apenas usando a imagem do mestre para "divulgar" seu próprio projeto filosófico. Isto pode ser confirmado em determinadas passagens, como por exemplo, naquela onde Cebes comenta: "(…) Como o que costumas dizer amiúde : aprender nada mais é que recordar". Este trecho mostra claramente a ideia de Platão acerca do mundo das ideias, sua máxima teoria.
Platão recebeu uma influência muito forte da religião Órfica, que cria na alma e reencarnação. O diálogo Fédon é uma máxima desta influência, onde Platão faz o primeiro postulado acerca da alma. O diálogo "Fédon", já da maturidade de Platão, ocorre na época posterior ao julgamento de Sócrates, e anterior à sua execução com a cicuta. Seus discípulos o cercam nesses últimos instantes de vida, sofrendo muito, parecendo por todo o tempo não entender a mensagem principal de Sócrates: que a morte é uma escolha, já em vida, de quem é filósofo: "o exercício próprio dos filósofos não é precisamente libertar a alma e afastá-la do corpo?". Para Platão, o corpo, ao mesmo tempo em que pode atrapalhar o pensamento filosófico, como distração dos sentidos, também está ligado a esse pensar. Há uma interdependência e uma diferença entre os planos da percepção e da inteligibilidade.

## Cronologia
Existe um acordo geral entre os especialistas em colocar este diálogo entre as obras mais tardias de Platão. Por volta dos seus quarenta anos, após regressar a Atenas da sua viagem à Sicília (Carta VII, 324a), funda a Academia e escreve o Fédon, o Banquete, A República e o Fedro, aproximadamente por esta ordem. Isto acontece por volta do ano 387 a.C., quando Platão chega nestas obras não somente a elaborar e expressar de maneira cabal as suas próprias ideias filosóficas, mas também chega ao auge do seu estilo e capacidade compositiva. 

## Situação dramática
Fédon de Élis, discípulo de Sócrates, encontra-se com o pitagórico Equécrates, provavelmente na pátria de este último. Ali, Fédon narra o sucedido nas últimas horas de vida de Sócrates e do que se falou nessa ocasião. Isto permite a Platão dispor de um narrador que possa apresentar ao leitor não só o diálogo em si, mas também toda a cena e ações dos protagonistas.
O diálogo discorrido por Fedón situa-se na prisão em que Sócrates esperava o momento de sua execução. Os interlocutores principais de Sócrates são Símias e Cebes, velhos discípulos de outro filósofo.

## Conteúdo

### Prólogo (57a - 60b)
Equécrates pergunta a Fédon acerca das circunstâncias da morte de Sócrates. Fédon começa, explicando a razão de ter Sócrates morrido tanto tempo depois da sua condenação: a cidade estava a festejar uma cerimónia religiosa durante a qual se deviam suspender as execuções. Equécrates volta a perguntar acerca de quem esteve e o que se disse e fez na ocasião. Fédon menciona os presentes e refere os seus próprios sentimentos contraditórios: tanto o prazer da conversação, como a dor ante a morte eminente do seu amigo. É narrada uma cena onde Xântipe teve que ser retirada por Críton, a pedido de Sócrates, visto que ela se tinha posto a gritar e a dar pancadas no peito, emocionada pela chegada dos amigos de Sócrates.